# Demis Roussos
Artemios "Demis" Ventouris-Roussos (grekiska: Αρτέμιος Βεντούρης Ρούσσος), född 15 juni 1946 i Alexandria, död 25 januari 2015 i Aten, var en grekisk sångare, låtskrivare och musiker.
Han föddes i Egypten 1946 av grekiska föräldrar. Familjen återflyttade till Grekland 1958 för att slippa oroligheterna kring Suezkrisen. Åren i Egypten påverkade Roussos musik som är starkt influerad av arabisk musik.
Han började sin karriär som kabarésångare. Vid 17 års ålder bildade han sitt första band The Idols och därefter bland annat We Five, Aphrodite's Child (1968) med Vangelis, Loukas Sideras och Agyrilos Koulouris. Aphrodite's Child fick ett flertal hits. När gruppen splittrades påbörjade Roussos sin solokarriär med låten "We Shall Dance" (1971) från albumet Fire and Ice. Hans största framgång i Skandinavien blev albumet Forever and Ever som låg etta på Kvällstoppen i 20 veckor 1974-1975. Albumet toppade likaså den norska albumlistan VG-lista där det låg etta 28 veckor. Titelspåret som också släpptes som singel tillhör hans mest välbekanta. Många låtar spelades in på flera språk, vilket bidrog till framgång i länder som Tyskland, Spanien och dessutom i latinamerikanska länder.
Början av 1980-talet var inte framgångsrik för Roussos. I slutet av årtiondet fick han några hits med "Le Grec", "Time" och "Voice and Vision". 1985 befann sig Roussos ombord på TWA flight 847 som kapades av terrorister och han hölls fången i Beirut i fem dagar. Dramat slutade utan fara för Roussos liv.
Roussos avled 25 januari 2015 på Ygeia Hospital i Aten av magsäckscancer, bukspottkörtelcancer och levercancer. Han begravdes 30 januari samma år på Första kyrkogården i Aten, många grekiska politikers och kulturpersonligheters gravplats.

## Diskografi
Studioalbum

- 1971 – Fire and Ice
- 1971 – On the Greek Side of My Mind
- 1973 – Forever and Ever
- 1974 – Auf Wiedersehn
- 1974 – My Only Fascination
- 1975 – Souvenirs
- 1976 – Die Nacht und der Wein
- 1976 – Kyrila – Insel der Träume
- 1976 – Happy to Be...
- 1977 – Ainsi soit-il
- 1977 – The Demis Roussos Magic
- 1978 – Demis Roussos
- 1979 – Universum
- 1980 – Man of the World
- 1982 – Attitudes
- 1982 – Demis
- 1984 – Reflection
- 1986 – Senza Tempo
- 1986 – Greater Love
- 1988 – Time
- 1988 – Le Grec
- 1989 – Voice and Vision
- 1993 – Insight
- 1995 – Demis Roussos in Holland
- 1995 – Immortel
- 1996 – Serenade
- 1997 – Mon île
- 2000 – Auf meinen Wegen
- 2009 – Demis

Livealbum
- 1980 – Roussos Live!
- 1999 – Double Live
- 2006 – Live in Brazil
- 2015 – Live

Samlingsalbum
- 1973 – Greatest Hits
- 1975 – Golden Hits

## Galleri

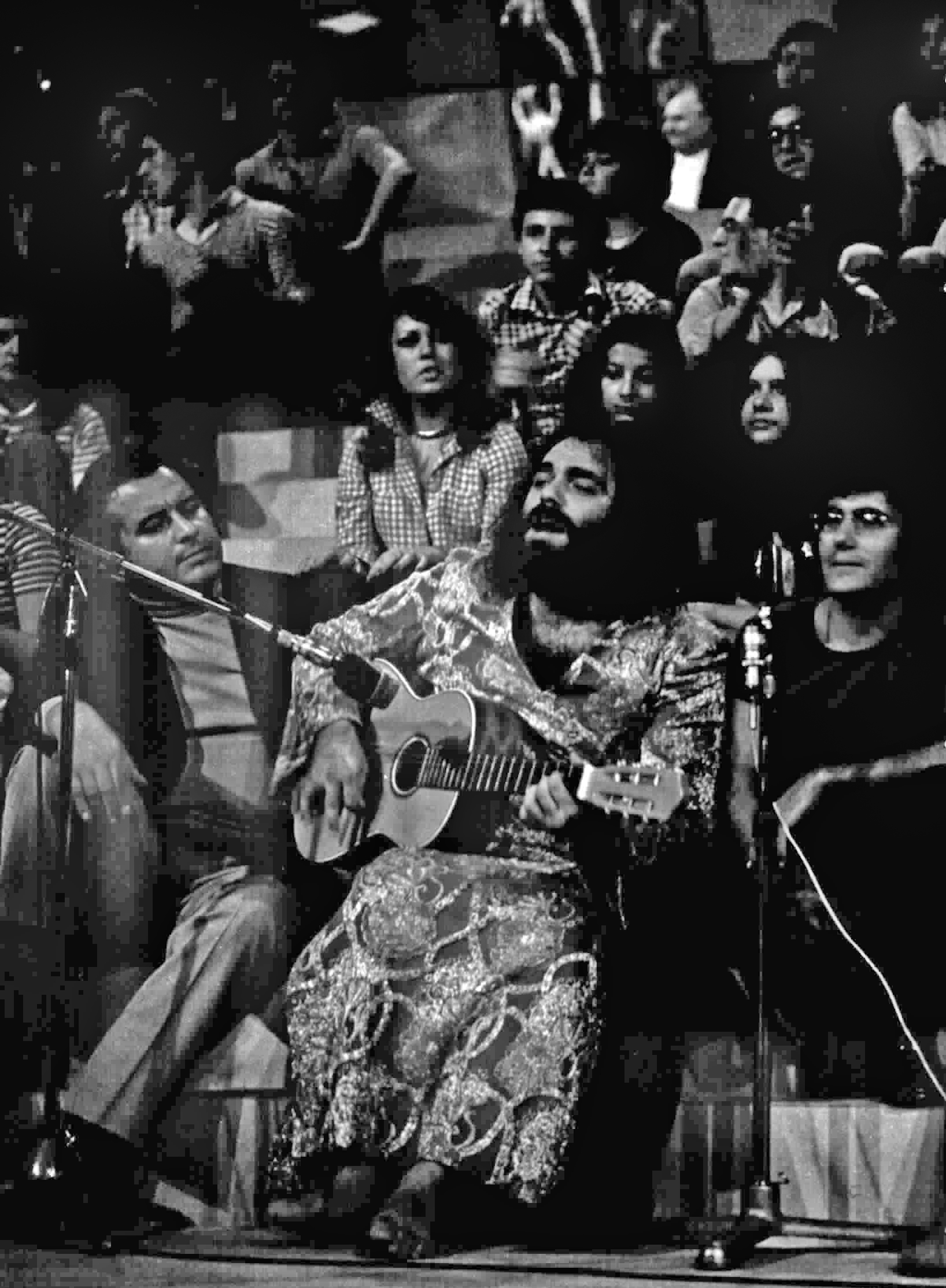
Demis Roussos  1972.
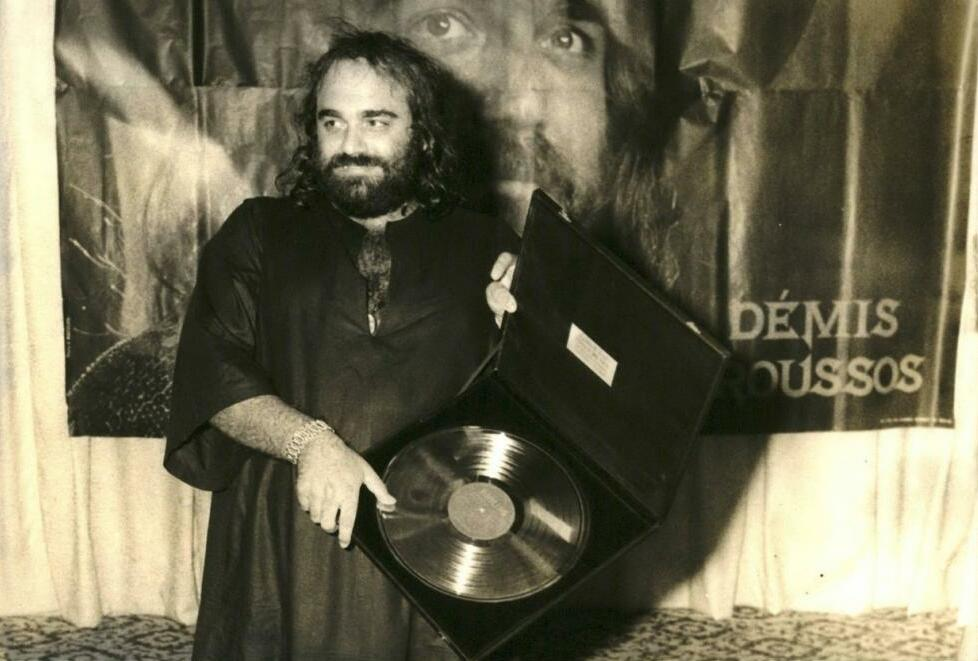
Demis Roussos 1975.
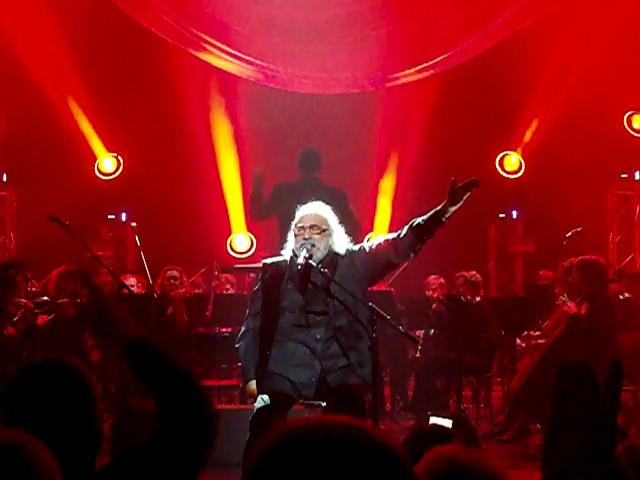
Demis Roussos i Kiev 2012.